# Wapen van Kortenberg

Het wapen van Kortenberg (sinds 1981).

Het Wapen van Kortenberg is het heraldisch wapen van de Belgische gemeente Kortenberg. Het oude wapen werd op 16 maart 1914 toegekend, het huidige, nieuwe wapen werd na de fusies op 11 maart 1981 toegekend.

## Geschiedenis
Het oude wapen van Kortenberg was dat van de in 1104 gestichte abdij van Kortenberg, waarrond het dorp ontstond, en toonde een eekhoorn (mogelijk was dit een verkeerde interpretatie van wat eigenlijk een vos was op een oude zegel) die een eikenboom met rode stam vasthield.
Het wapen werd toegekend na de fusie van Kortenberg met Erps-Kwerps, Everberg en Meerbeek en omvat daarom in het eerste kwartier het voormalige wapen van Kortenberg (hier is de eekhoorn vervangen door een vos, die voor het eerst opduikt in een zegel van de abdij uit 1612 en die mogelijk in 1914 verkeerdelijk werd aangezien voor een eekhoorn, en de stam van de eik heeft nu ook een natuurlijke kleur in plaats van rood), het tweede omvat het oude wapen van Everberg (vijzend naar de heren van Rotselaar), het derde verwijst naar Meerbeek (deze had oorspronkelijk geen wapen en men heeft zich dan gebaseerd op het oudst bekende zegel van Meerbeek, uit 1361, dat net zoals Everberg drie fleur-de-lis - zij het enigszins andere - toonde en vermoedelijk ook naar de heren van Rotselaar verwijst) en het vierde omvat het oude wapen van Erps-Kwerps (dit was gebaseerd op een zegel van Erps en Zaventem en toont de wapens van de familie Van Booischot, want in 1629 wist Ferdinand van Booischot, baron van Zaventem, Erps te verwerven en in 1644 werd hij zelfs bevorderd tot graaf van Erps). Als schildhouder werd achter dit geheel hertog Jan II van Brabant geplaatst die het charter van Kortenberg vasthoudt.

## Blazoen
Het wapen heeft de volgende blazoenering:
Gevierendeeld 1. in goud een eik van natuurlijke kleur op een grasgrond waartegen rechts een vos van natuurlijke kleur 2. in zilver drie lelies met afgesneden voet van keel 3. in zilver drie staande lelies van keel 4. in goud drie molenijzers van lazuur. Het schild geplaatst voor een hertog Jan II van Brabant, houdend in de rechterhand het bezegeld charter van Kortenberg, het geheel van goud.
Het oude wapen had volgende blazoenering:
In goud, eene geplante groene eikeboom met rooden stam, tegen dewelken rechts een eekhorentje van 't zelfde klimt.

## Verwante wapens

Wapen van Haacht.
Wapen van Rotselaar.
Wapen van Zaventem.